# Иисус (фильм)
«Иису́с» (англ. Jesus) — американский художественный фильм, выпущенный в 1979 году. Он показывает жизнь Иисуса Христа согласно библейскому изложению по Евангелию от Луки. Возрастные ограничения отсутствуют. Существует также аудиоверсия.

## История
У режиссёра Джона Хеймана, снявшего более 30 фильмов и получившего множество наград за свои работы, была весомая причина, чтобы снять этот фильм. Он хотел как можно точнее донести Весть об Иисусе, которая бы изображала исторический Израиль первого века. После тщательного обдумывания он решил, что текст Евангелия от Луки даст сильный, полный и надёжный сценарий — эта идея не возникала раньше ни у кого. По оценке Хеймана, у Луки было множество достоинств. Он был точен по поводу деталей, заслуживал доверия с исторической точки зрения (так как он приводит ряд социальных и культурных особенностей) и, что наиболее важно, он даёт отличное описание служения Иисуса Христа и ясно излагает Его учение.
Хейман решил создать фильм, основой сценария которого будут слова из Евангелия от Луки. На это должно было уйти пять лет кропотливого труда. Фильм должен был сниматься в Израиле. Более пяти тысяч человек, задействованных в эпизодических ролях, были подобны армии, участвующей в военных действиях. Всё же оставалась проблема выбора актёра на роль Иисуса. После нескольких проб выбор пал на Брайана Дикона, члена королевского общества «Нью Шекспир Компани». Чтобы подготовиться к съёмкам, Брайан Дикон прочитал Евангелие от Луки более двадцати раз в различных переводах, запоминая при этом целые главы.
Съёмки на месте заняли семь месяцев.

## В ролях
- Брайан Дикон — Иисус
- Ривка Нойман — Мария
- Йосси Шиллоах — Иосиф
- Талия Шапира — Мария Магдалина
- Александр Скурби — Лука
- Нико Нитай — Пётр
- Ори Леви — Каиафа
- Моско Алкалай — Матфей
- Коби Ассаф — Филипп
- Моти Бахарав — Симон Киринеянин
- Яаков Бен-Сира — Закхей
- Эли Коэн — Иоанн Креститель
- Эли Данкер — Иуда Искариот
- Дина Дорон — Елисавета
- Питер Фрай — Понтий Пилат
- Нисим Герама — Фома
- Дэвид Голдберг — Иуда, сын Иакова
- Рула Ленска — Иродиада
- Ицхак Не’еман — Иаков
- Ричард Петерсон — Ирод Антипа
- Мило Рафи — Симон Кананит
- Шмуэль Роденски — Анна
- Гад Ролл — Андрей
- Израэль Рубинек — Иосиф Аримафейский
- Шмуэль Таль — Иоанн
- Майкл Варшавяк — Варфоломей

## Перевод фильма на языки мира
По состоянию на 2023 год фильм был переведён на 2104 языка.

## Статистика
Фильм Иисус был показан свыше 6 миллиардов раз (включая повторные показы). Это было связано с высоким количеством переводов почти на тысячу языков и выходящим на DVD, VHS, и аудио-версиях, а также с тем, что кинокартина была показана в 228 странах мира.

## Авторские права
Владельцем фильма «Иисус» является корпорация «Инспирейшнл филмз» («Inspirational Films, Inc»).